# Vuelta Ciclista del Uruguay 1985
La 42.ª edición de la Vuelta Ciclista del Uruguay se disputó entre el 29 de marzo y el 7 de abril de 1985.

## Etapas
| Etapa | Fecha       | Recorrido                      | Ganador (equipo)                        |
| 1.ª   | 29 de marzo | Montevideo-Durazno             | Carlos Zárate (Uruguay de Canelones)    |
| 2.ª   | 30 de marzo | Durazno-Paso de los Toros      | Emilio Asconeguy (Uruguay de Canelones) |
| 3.ª   | 31 de marzo | Paso de los Toros-Rivera       | Mario Pereira (Artigas de Rocha)        |
| 4.ª   | 1 de abril  | Contrarreloj en Rivera (CRI)   | Federico Moreira (Policial)             |
| 5.ª   | 2 de abril  | Rivera-Tacuarembó              | Emilio Asconeguy (Uruguay de Canelones) |
| 6.ª   | 3 de abril  | Tacuarembó-Salto               | Juan Ramón Bonilla (Policial)           |
| 7.ª A | 4 de abril  | Salto-Paysandú                 | Carlos Zárate (Uruguay de Canelones)    |
| 7.ª B | 4 de abril  | Contrarreloj en Paysandú (CRI) | Federico Moreira (Policial)             |
| 8.ª   | 5 de abril  | Paysandú-Fray Bentos           | Nelson Bravo (Uruguay de Canelones)     |
| 9.ª   | 6 de abril  | Mercedes-San José              | José Asconeguy (América)                |
| 10.ª  | 7 de abril  | San José-Montevideo            | Federico Moreira (Policial)             |

## Clasificaciones finales

### Clasificación individual
| Pos. | Ciclista          | Equipo                 | Tiempo           |
| ---- | ----------------- | ---------------------- | ---------------- |
| 1.º  | José Asconeguy    | Club Ciclista América  | 37 h 04 min 45 s |
| 2.º  | Rúben Cano        | Artigas de Rocha       | a 1 min 46 s     |
| 3.º  | Ramiro Vidal      | Audax de Flores        | a 3 min 30 s     |
| 4.º  | Federico Moreira  | Club Atlético Policial | a 3 min 32 s     |
| 5.º  | Osvaldo Frossasco | Club Ciclista Maroñas  | a 5 min 30 s     |
| 6.º  | Juan Carlos Seijo | Club Ciclista Fénix    | a 9 min 01 s     |
| 7.º  | José Cardozo      | Artigas de Rocha       | a 9 min 13 s     |
| 8.º  | Héctor Villegas   | Belo Horizonte         | a 10 min 05 s    |
| 9.º  | Nelson Bravo      | Uruguay de Canelones   | a 11 min 16 s    |
| 10.º | Luis Saavedra     | Uruguay de Canelones   | a 12 min 37 s    |

### Clasificación por equipos
| Pos. | Equipo                | Tiempo            |
| ---- | --------------------- | ----------------- |
| 1.º  | Uruguay de Canelones  | 111 h 45 min 48 s |
| 2.º  | Club Ciclista América | a 21 s            |
| 3.º  | Artigas de Rocha      | a 7 min 04 s      |